# Frispark

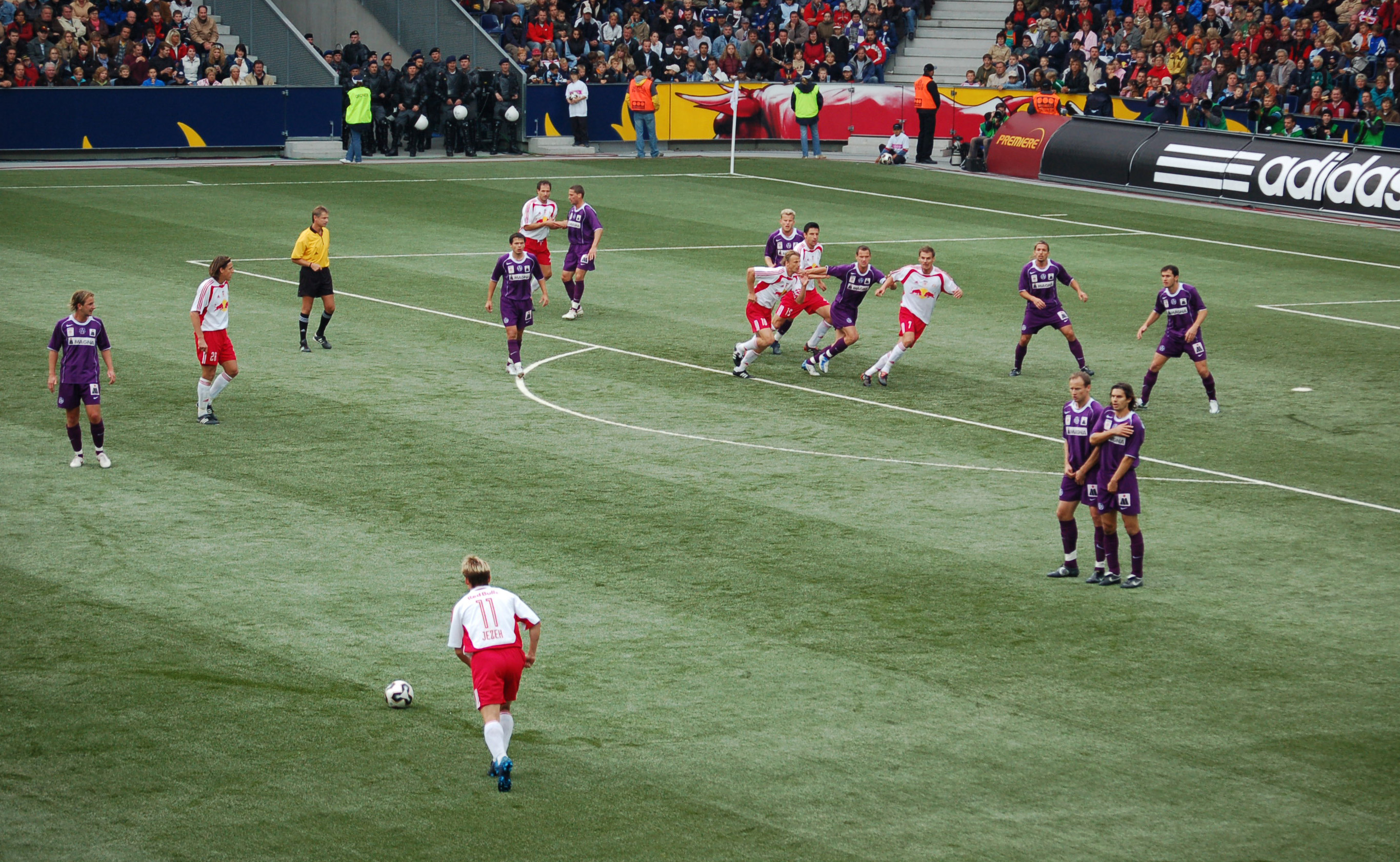
En direkt frispark (domare har inte höjt armen) på väg att slås.

Frispark är en regel inom fotboll som beskriver hur frispark utförs. Frispark döms av domaren som fördel till icke felande lag då motståndarlagets spelare gjort sig skyldig till vissa regelbrott. Begreppet frispark kommer från fri spark i den mening att (med några mindre undantag) det tilldömda laget får placera bollen där regelbrottet begicks och är fria att sparka bollen dit de vill, då motståndarna måste befinna sig minst 9,15 meter från den position där frisparken slås. Två typer av frisparkar beroende på regelbrottets art, direkt frispark och indirekt frispark, där skillnaden är att en indirekt frispark bollen inte får slås direkt i mål av frisparksskytten. I de befintliga 17 fotbollsreglerna har regeln för frispark ordningstalet tretton (13). Det är främst regel 12 (otillåtet spel och olämpligt uppträdande) som anger i vilka fall direkt eller indirekt frispark ska dömas. Straffspark döms i stället för direkt frispark om förseelsen sker i eget straffområde.

## Historik
De fotbollsregler som vi följer idag härstammar från den första uppsättningen med 14 regler som det engelska fotbollsförbundet, Football Association, gav ut den 8 december 1863. Förbundet bestod av 13 Londonklubbar som ville skapa enhetliga regler för fotboll som spelades i många lokala varianter över hela landet.

## Nuvarande regel
Den nuvarande regeln för frispark lyder:
Frisparkar är antingen direkta eller indirekta.
Direkt frispark
Boll som går i mål

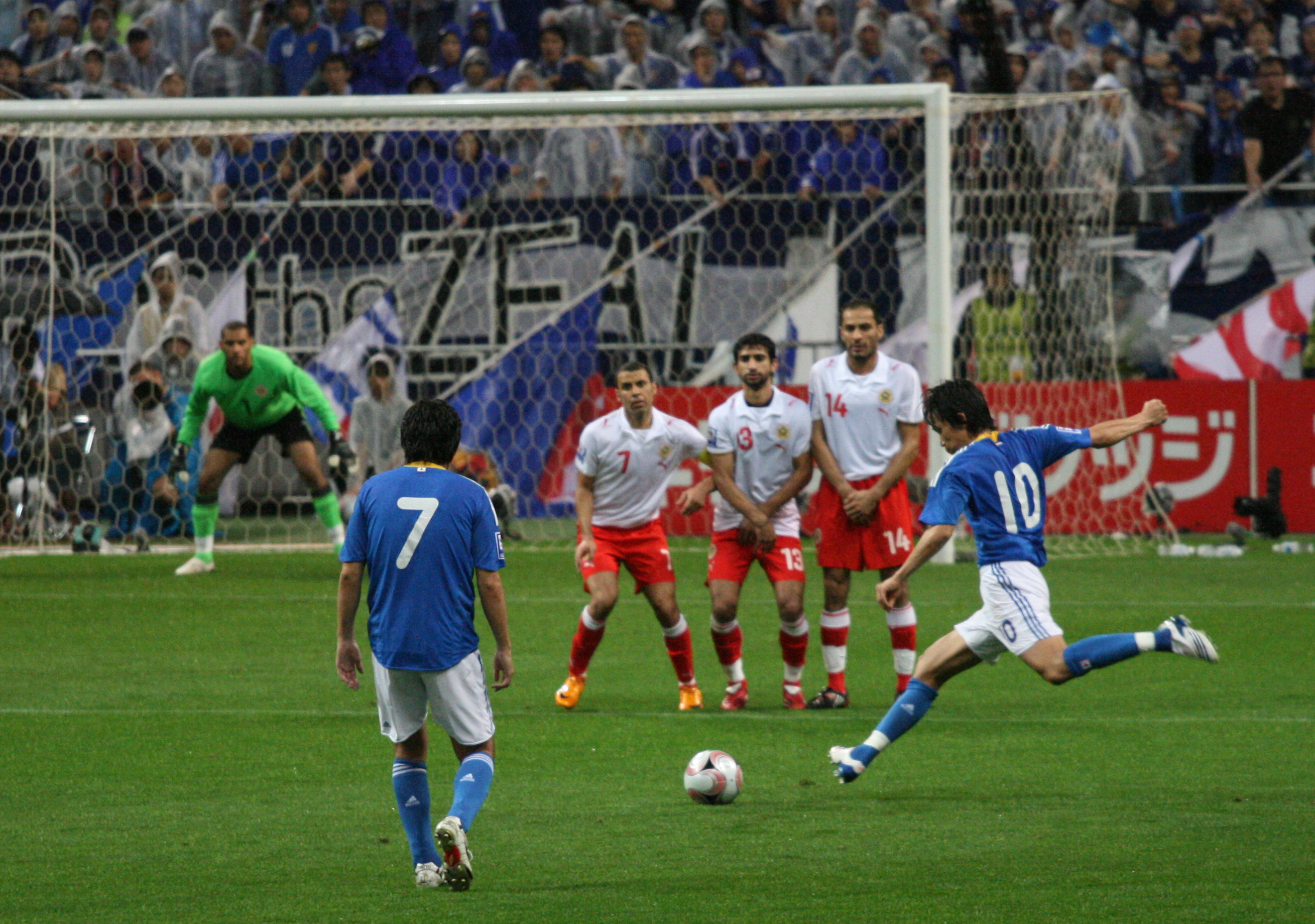
Direkt frispark får skjutas direkt i mål utan att ha vidrört en annan spelare.

- om en direkt frispark sparkas direkt över mållinjen ska mål dömas
- om en direkt frispark sparkas direkt i det egna lagets mål ska direkt frispark dömas om

Indirekt frispark

Tecken

Domaren ska markera en indirekt frispark genom att höja armen ovanför huvudet. Han ska hålla kvar armen i denna position till dess frisparken lagts och bollen vidrört en annan spelare eller gått ur spel.
Boll som går i mål

Mål kan bara göras om bollen därefter vidrört en annan spelare innan den går i mål.
- om en indirekt frispark sparkas direkt i motståndarlagets mål ska inspark dömas
- om en indirekt frispark sparkas direkt i det egna lagets mål ska hörnspark till motståndarlaget dömas

Tillvägagångssätt

Vid både direkt och indirekt frispark ska bollen ligga stilla när frisparken läggs och den som lägger frisparken får inte vidröra bollen igen förrän den vidrört en annan spelare.
Frisparksplatser

Frispark i straffområdet

Direkt eller indirekt frispark till det försvarande laget:
- alla motspelare ska vara minst 9,15 meter från bollen
- alla motspelare ska stanna utanför straffområdet tills bollen är i spel
- bollen är i spel när den sparkats direkt ut ur straffområdet
- en frispark tilldömd i målområdet får läggas var som helst inom målområdet

Indirekt frispark till det anfallande laget:

- alla motspelare ska vara minst 9,15 meter från bollen tills bollen är i spel, om de inte står på sin egen mållinje mellan målstolparna
- bollen är i spel när den blivit sparkad och rör sig
- en indirekt frispark tilldömd i målområdet ska läggas på målområdeslinjen som är parallell med mållinjen, på den plats som är närmast där förseelsen begicks

Frispark utanför straffområdet

- alla motspelare ska vara minst 9,15 meter från bollen tills den är i spel
- bollen är i spel när den blivit sparkad och rör sig
- frisparken läggs på den plats där förseelsen begicks eller från den plats bollen befann sig när förseelsen begicks (beroende på förseelsen)

Regelbrott/bestraffningar

Om en motspelare, när en frispark läggs, är närmare bollen än det föreskrivna avståndet:
- ska frisparken göras om

Om bollen, när en frispark läggs av det försvarande laget i deras eget straffområde, inte sparkas direkt ut ur straffområdet:
- ska frisparken göras om

Frispark utförd av annan spelare än målvakten

Om den som lägger frisparken, efter att bollen är i spel, vidrör bollen en andra gång (utom med händerna) innan den vidrört en annan spelare:
- ska en indirekt frispark tilldömas motståndarlaget på den plats där förseelsen begicks

Om den som lägger frisparken, efter att bollen är i spel, avsiktligt berör bollen med händerna innan den har vidrört en annan spelare:
- ska en direkt frispark tilldömas motståndarlaget på den plats där förseelsen begicks
- ska en straffspark dömas om förseelsen inträffade i frisparksläggarens straffområde

Frispark utförd av målvakten

Om målvakten, efter att bollen är i spel, vidrör bollen igen (utom med händerna), innan den har vidrört en annan spelare:
- ska en indirekt frispark tilldömas motståndarlaget på den plats där förseelsen begicks

Om målvakten, efter att bollen är i spel, avsiktligt berör bollen med händerna innan den har vidrört en annan spelare:
- om förseelsen begicks utanför målvaktens straffområde, ska en direkt frispark tilldömas motståndarlaget på den plats där förseelsen begicks
- om förseelsen begicks i målvaktens straffområde, ska en indirekt frispark tilldömas motståndarlaget på den plats där förseelsen begicks.